# Vicedominus de Vicedominis
Vicedominus de Vicedominis (ur. ok. 1210/1215 w Piacenzy, zm. 6 września 1276 w Viterbo) – włoski kardynał. Krewny papieża Grzegorza X. Jego imię i nazwisko jest niekiedy błędnie podawane jako Guglielmo Visconti.

## Życiorys
W młodości był żonaty i miał dwójkę dzieci. Po śmierci żony przyjął święcenia kapłańskie i został kanonikiem w Clermont. 22 lipca 1257 został arcybiskupem Aix. W 1261 przewodniczył synodowi prowincjonalnemu. Na konsystorzu celebrowanym w Orvieto 3 czerwca 1273 papież Grzegorz X (jego wuj) mianował go kardynałem biskupem Palestriny. Uczestniczył w Soborze Lyońskim II w 1274. Podpisywał bulle papieskie między 7 marca 1274 a 1 kwietnia 1275. Zmarł w trakcie sediswakancji po śmierci Hadriana V.

## Legenda o wyborze na papieża
Według legendy (powstałej prawdopodobnie dopiero kilkaset lat po śmierci, w kręgach kościelnych jego rodzinnego miasta Piacenza) Vicedominus de Vicedominis podczas papieskiej elekcji w 1276, został obrany na papieża, na dzień przed śmiercią (5 września 1276). Zaakceptował ten wybór i przyjął imię Grzegorz XI, na cześć swojego wuja, jednak zmarł następnego dnia rano, przed publicznym ogłoszeniem tego werdyktu, wskutek czego nie jest on wymieniany w katalogach papieży. Wiarygodność tej legendy została podważona przez XIX-wiecznego historyka Francesco Cristofori, który wykazał, że nie znajduje ona potwierdzenia w żadnych współczesnych dokumentach i nie jest znana autorom przed stuleciem siedemnastym.